# Erik Marxen
Erik Marxen (født 2. december 1990) er en dansk fodboldspiller, der spiller for FC Nordsjælland. Erik Marxens foretrukne positioner er centre back, venstre back og midtbane.

## Karriere

### Vejle BK
Han kom til Vejle Boldklub fra mesterrække-fodbold i Middelfart i 2007 og er en offensiv back..
Marxen har tidligere sagt nej tak til at spille på U19-landsholdet, fordi han hellere ville prioritere sin skolegang og livet i nærmiljøet.
Han fik debut for Vejle Boldklub på udebane mod FC København den 13. april 2009.. 

### AC Horsens
Den 1. juli 2013 skiftede Marxen på en fri transfer til AC Horsens.

### SønderjyskE
Efter en sæson for Horsens med 30 kampe, 2 mål og 2 assist i ligaen blev Erik Marxen udlånt til Superliga-klubben SønderjyskE fra sommeren 2014.

### Randers FC
Marxen skiftede til Randers FC i juli 2015 på en treårig aftale.

### FC Nordsjælland
Marxen skiftede til FC Nordsjælland 1. januar 2022 på en treårig aftale.